# Аеродром Канбера
Међународни аеродром Канбера (: , : ) (енгл. Canberra International Airport) је аеродром која обслужује главни град Аустралије, Канбера. Мада нема међународне летове тренутно, летове до Фиџија су били понудени са аеродрома 2004. године.
Са аеродрома авио-компаније служи летове до југо источно Аустралије. Аеродром је такође и коришћена као алтернативни аеродром за летове ка Аеродром Таламарин у Мелбурну и Аеродром Кингсфорд Смит у Сиднеју током неповољна време на ових аеродроме.

## Историја
Аеродром је била грађена од старије писте коју су били грађени током 1920те, мало касније од кад је Канбера примила статус главни град Аустралије. У 1939, Аустралијско краљевско ратно ваздухопловство (АКРВ) је одузела аеродром, која је онда изнајмила за цивилни авијације.
На 13. августа 1940, авионска несрећа која је после била позната као Канбераска авио несрећа, се догодила кад је АКРВ Локхид Хадсон се срушило на брда источна од аеродрома. Од четири члане посаде и шест путнике, сви су погинули. Џејмс Фербарн, Министар за Ваздушни и Цивилни Авијације, је био међу људи погинули, и у његов част је источна део аеродрома примио његов име. У 1962. бојни страна аеродрома је примила име АКРВ база Фербарн, и данас и даље је Североисточно страна аеродром у име Фербарна.
Међународни аеродром Канбера Pty Ltd је у 2008. године купила аеродрома, која је изнајмила АКРВ део Министарство Одбране.
У годинама након продање аеродрома, неколико промене су догодило на аеродрому као модерназација терминала итд. Неколико зградове су и такође били грађени код Бриндабела Бизнис Парк и Фербарн. Продужење писта од 600 m се завршила 2006. године.

## Нови терминал
У почетком децембра 2007, планови су били речени за нови терминал, са почетка конструкција да почиње у јулу 2008, и траје ће до сред. 2010. Након завршење, терминал би имала 6 авиомостове (пораст од 2), 32 чек-ин шалтери (2 пута више), паркалишта од 2.500 месте (2 пута више), пораст у капацитет за соритирање пртљага (3 пута више), и више фацилитети понуђених.

## Авио-компаније и дестинације
Следеће авио-компаније користе Аеродром Канбера (од марта 2008):
- Бриндабела ерлајнс (Албури, Кофс Харбор, Њукасл, Порт Маквари)
- Верџин блу (Аделејд, Бризбејн, Златна обала, Мелбурн-Таламарин, Сиднеј)
- Квантас (Аделејд, Бризбејн, Мелбурн-Таламарин, Перт, Сиднеј)
  - КвантасЛинк (Бризбејн, Мелбурн-Таламарин, Сиднеј)
- Тајгер ервејз Аустралија (Мелбурн-Таламарин)